# Friedrich von Ahlefeldt (Gutsherr, 1662)

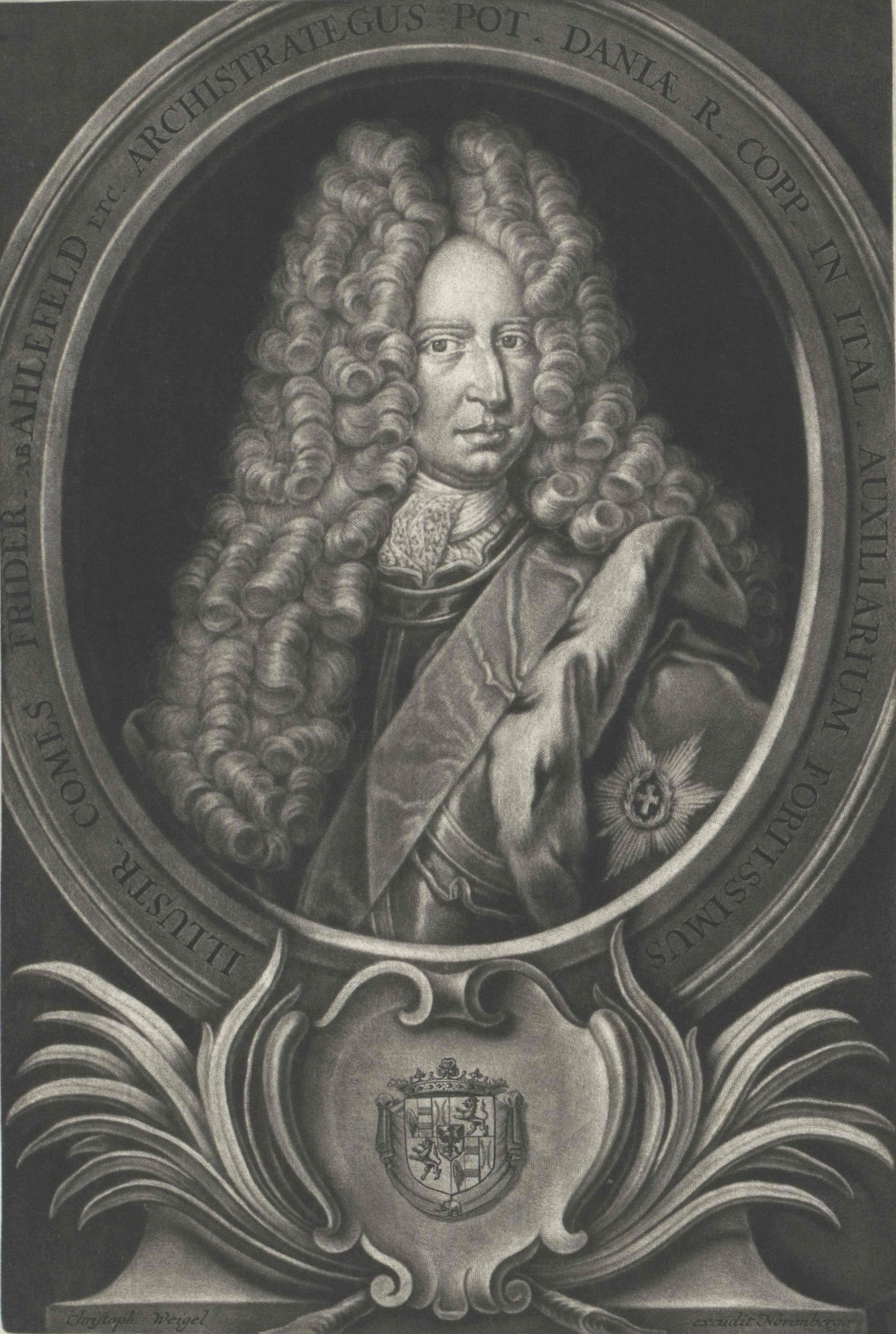
Friedrich von Ahlefeldt, Stich von Christoph Weigel

Graf Friedrich von Ahlefeldt (* 21. April 1662 in Flensburg; † 10. Juni 1708 in Regensburg, Bayern) war Herr von Langeland, General und Statthalter von Schleswig-Holstein.

## Leben
Friedrich von Ahlefeldt war der Sohn von Friedrich von Ahlefeldt (1623–1686) und Margarethe Dorothea von Rantzau-Breitenburg und Herr auf Rixingen (Réchicourt) und Langeland, wo er auch Statthalter war. Er war ebenfalls Herr auf Ballegård bei Sønderborg, Gråsten und Seegaard bei Kliplev, Geheimrat, Landrat, Kammerherr und Ritter des Dannebrog-Ordens. Am 31. Juli 1688 erhielt er auf Schloss Frederiksborg den Elefanten-Orden. Ahlefeldt war General der Infanterie und kommandierte 1700–1708 ein dänisches Korps und die kaiserlichen Hilfstruppen, mit denen er in Bayern und Ungarn diverse Siege verbuchen konnte und für die er ausgezeichnet wurde.

## Familie
Friedrich von Ahlefeldt war ab 1687 in erster Ehe verheiratet mit Christiane Gyldenløve (* 7. Juli 1672; † 12. September 1689), der ältesten Tochter des Königs Christian V. von Dänemark und dessen Mätresse Sophie Amalie Moth. Das Paar hatte keine Kinder.
In zweiter Ehe heiratete er 1695 die Gräfin Armgard Margareta von Reventlow (* 17. August 1678; † 7. Januar 1709), Tochter des dänischen Großkanzlers Graf Conrad von Reventlow. Das einzige Kind aus dieser Ehe, eine Tochter, kam 1696 tot zur Welt.